# Liste der Biografien/Conw
Liste der Biografien |
Portal Biografien |
Personensuche
# |
A |
B |
C |
D |
E |
F |
G |
H |
I |
J |
K |
L |
M |
N |
O |
P |
Q |
R |
S |
T |
U |
V |
W |
X |
Y |
Z |
?
 
Ca |
Cb |
Cc |
Ce |
Ch |
Ci |
Cj |
Ck |
Cl |
Cm |
Cn |
Co |
Cr |
Cs |
Ct |
Cu |
Cv |
Cw |
Cy |
Cz
 
Coa–Cod |
Coe–Cok |
Col |
Com |
Con |
Coo–Coq |
Cor |
Cos |
Cot |
Cou |
Cov |
Cow |
Cox |
Coy |
Coz
 
Cona |
Conb |
Conc |
Cond |
Cone |
Conf |
Cong |
Conh |
Coni |
Conj |
Conk |
Conl |
Conn |
Cono |
Conq |
Conr |
Cons |
Cont |
Conu |
Conv |
Conw |
Cony |
Conz
Die Liste der Biografien führt alle Personen auf, die in der deutschsprachigen Wikipedia einen Artikel haben. Dieses ist eine Teilliste mit 58 Einträgen von Personen, deren Namen mit den Buchstaben „Conw“ beginnt.

## Conw

### Conwa
- Conway Morris, Simon (* 1951), britischer Paläontologe
- Conway, Agnes (1885–1950), britische Historikerin und Archäologin, die im Nahen Osten arbeitete (1929–1936)
- Conway, Al (1930–2012), US-amerikanischer Schiedsrichter im American Football
- Conway, Anne (1631–1679), englische Philosophin
- Conway, Arthur William (1875–1950), irischer Mathematiker und Physiker
- Conway, Carmel, irische Sängerin
- Conway, Ciara (* 1980), irische Politikerin
- Conway, Connie (* 1950), US-amerikanische Politikerin der Republikanischen Partei
- Conway, Damian (* 1964), australischer Informatiker und Philosoph
- Conway, Devon (* 1991), neuseeländischer Cricketspieler
- Conway, Edwin Michael (1934–2004), US-amerikanischer römisch-katholischer Geistlicher, Weihbischof in Chicago
- Conway, Elias Nelson (1812–1892), US-amerikanischer Politiker, Gouverneur von Arkansas
- Conway, Erik M. (* 1965), US-amerikanischer Wissenschaftshistoriker
- Conway, Gary (* 1936), US-amerikanischer Schauspieler und Drehbuchautor
- Conway, Gerry (1947–2024), britischer FolkschlagzeugerGerry Conway (1947–2024)

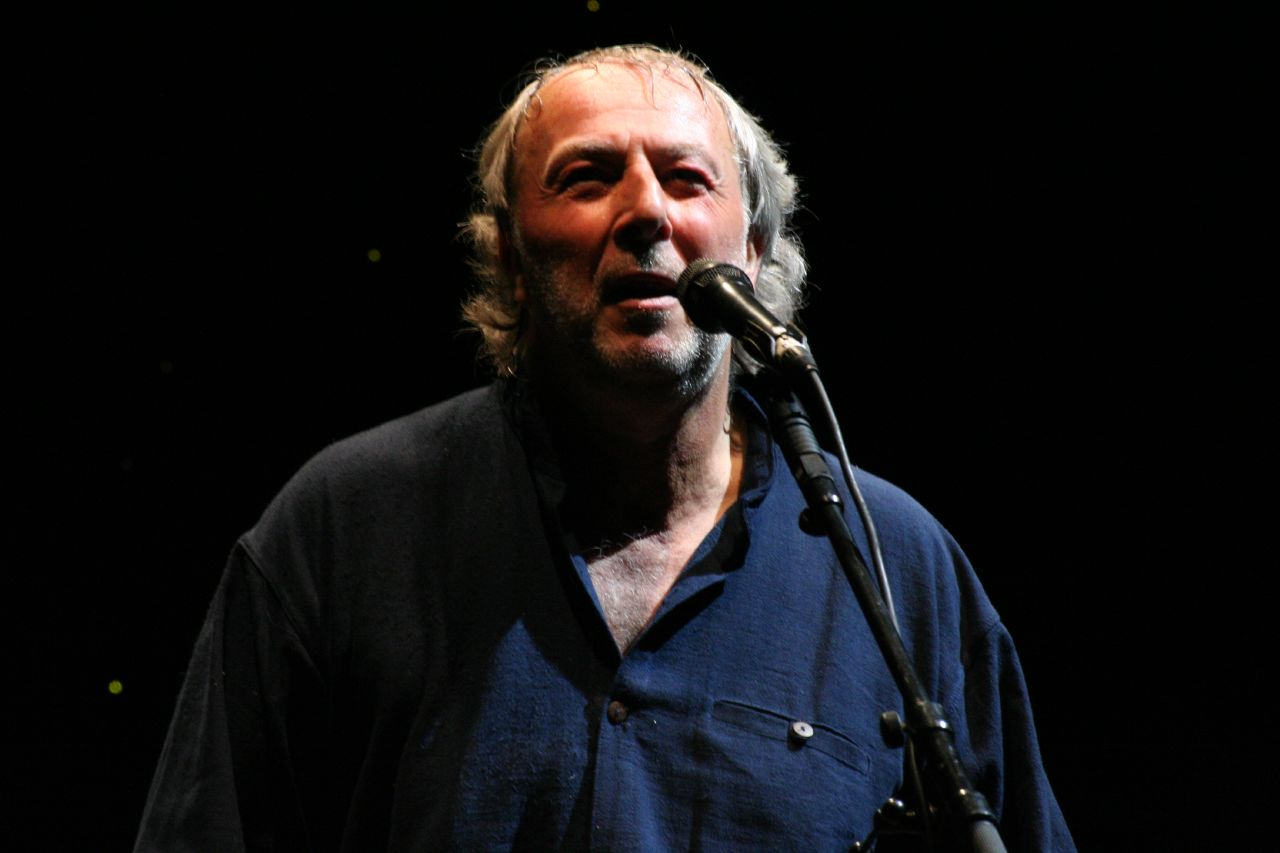
Gerry Conway (1947–2024)

- Conway, Gerry (* 1952), US-amerikanischer Schriftsteller
- Conway, Gordon (1938–2023), britischer Agrarökologe
- Conway, Henry Wharton (1793–1827), US-amerikanischer Politiker
- Conway, Herman (1908–1983), englischer Fußballtorhüter
- Conway, Hollis (* 1967), US-amerikanischer Hochspringer
- Conway, Hugh (1847–1885), Pseudonym des britischen Schriftstellers Frederick John Fargus
- Conway, Jack (1887–1952), US-amerikanischer Regisseur, Schauspieler und Filmproduzent
- Conway, James L. (* 1950), US-amerikanischer Regisseur, Filmproduzent und Drehbuchautor
- Conway, James Sevier (1798–1855), US-amerikanischer Politiker
- Conway, James T. (* 1947), US-amerikanischer General, 34. Commandant of the Marine Corps
- Conway, Jasmine (* 2004), britische Tennisspielerin
- Conway, Jill Ker (1934–2018), australisch-amerikanische Schriftstellerin und Historikerin
- Conway, Joe (1898–1945), US-amerikanischer Soldat, Jurist und Politiker (Demokratische Partei)
- Conway, John, US-amerikanischer experimenteller Teilchenphysiker
- Conway, John B. (* 1939), US-amerikanischer Mathematiker
- Conway, John Edwards (1934–2014), US-amerikanischer Jurist und Politiker
- Conway, John Horton (1937–2020), britischer Mathematiker
- Conway, Jon (* 1977), US-amerikanischer Fußballtorwart
- Conway, Julie (1919–1988), amerikanische Sängerin
- Conway, Kellyanne (* 1967), US-amerikanische republikanische Wahlkampfmanagerin, Strategin und MeinungsforscherinKellyanne Conway (* 1967)

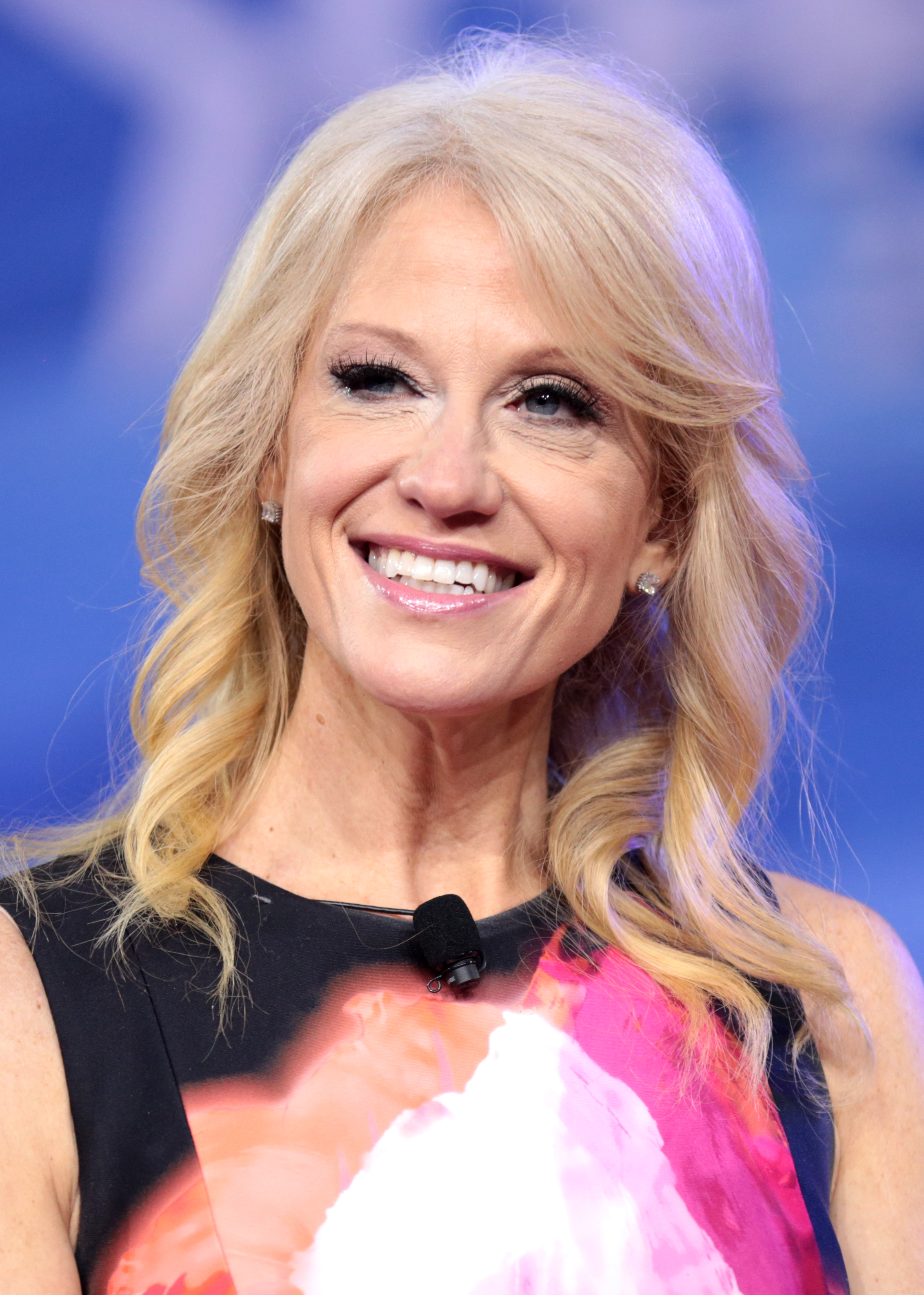
Kellyanne Conway (* 1967)

- Conway, Kevin (1942–2020), US-amerikanischer Schauspieler
- Conway, Lyle, US-amerikanischer Spezialeffektekünstler und Puppenspieler
- Conway, Lynn (1938–2024), US-amerikanische Informatikerin und Erfinderin
- Conway, Maike (* 1967), deutsche Regisseurin, Dokumentarfilmerin und Autorin
- Conway, Martin F. (1827–1882), US-amerikanischer Politiker
- Conway, Martin, 1. Baron Conway of Allington (1856–1937), britischer Politiker, Kunstkritiker und Bergsteiger
- Conway, Mike (* 1983), britischer Automobilrennfahrer
- Conway, Nora, irische Badmintonspielerin
- Conway, Robert (* 1974), US-amerikanischer Wrestler
- Conway, Russ (1925–2000), englischer Pianist
- Conway, Sally (* 1987), britische Judoka
- Conway, Stephen (* 1957), britischer Theologe, Bischof von Ely, Mitglied des House of Lords
- Conway, Theodore J. (1909–1990), US-amerikanischer Offizier, General der US-Army
- Conway, Thomas F. (1859–1945), US-amerikanischer Rechtsanwalt und Politiker
- Conway, Tim (1933–2019), US-amerikanischer Komiker und SchauspielerTim Conway (1933–2019)

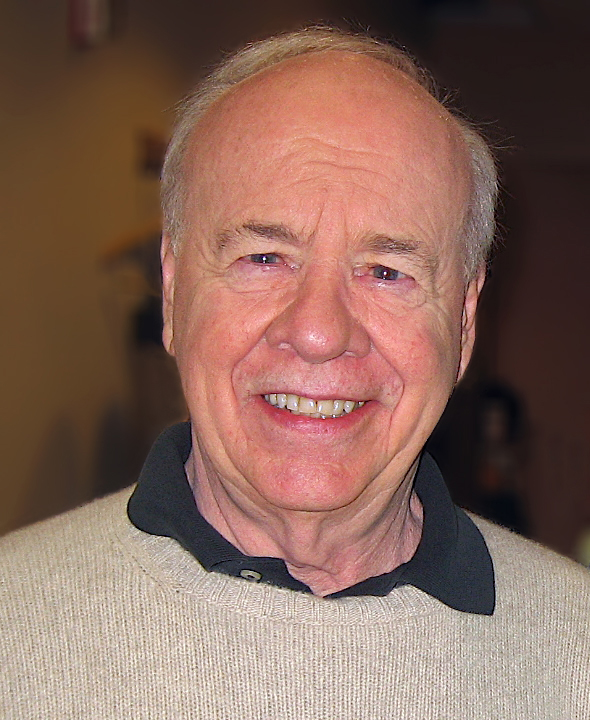
Tim Conway (1933–2019)

- Conway, Tom (1904–1967), britischer Schauspieler und Hörspielsprecher
- Conway, Tommy (* 2002), englisch-schottischer Fußballspieler
- Conway, William (1913–1977), irischer Kardinal der römisch-katholischen Kirche und Erzbischof von Armagh
- Conway-Walsh, Rose, irische Politikerin

### Conwe
- Conwell, Charles (* 1997), US-amerikanischer Boxer
- Conwell, Esther M. (1922–2014), US-amerikanische Physikerin
- Conwentz, Hugo (1855–1922), deutscher Botaniker und Naturschützer

### Conwr
- Conwright, Jaden (* 1999), US-amerikanischer Rennfahrer